# توماس كيث
توماس كيث هو سياسي كندي، ولد في 1863، وتوفي في 12 يونيو 1916.